# Gazi Husrev-begov bezistan
Gazi Husrev-begov bezistan je jedan od očuvanih bezistana u Sarajevu, koji i danas služi svojoj nameni — trgovini. Bezistan je deo zadužbine Gazi Husrev-bega. Izgrađen je 1555. godine u neposrednoj blizini Kuršumli medrese, Begove džamije i Sahat-kule, sa kojima je povezan istočnim ulazom. Pravougaonog je oblika sa ulazima, koji omeđuju 109 m dugu ulicu u kojoj su smeštene male trgovine. Duž bezistana paralelno se pruža Gazi Husrev-begova (Zlatarska) ulica. U gradnji su učestvovali dubrovački majstori. Zbog nešto niže temperature koja je postignuta gradnjom ispod nivoa okolnih ulica, prvobitna namena bezistana je bila trgovina namirnicama. To i danas čini kupovinu u toplim, letnjim danima, ugodnom. Svojim izgledom Gazi Husrev-begov bezistan podseća na Kapali čaršiju i bezistane u Istanbulu ili u gradovima na istoku.
Pored bezistana je postojao i tašlihan (трговачки хан) koji se građen u isto vreme kad i bezistan, takođe zadužbina Gazi Husrev-bega. U požaru 1879. godine pretrpeo je velika oštećenja, a poslednje zidine tašlihana nestale su 1912. godine.